# Fußball-Weltmeisterschaft der Frauen 2015/England
Dieser Artikel behandelt die englische Fußballnationalmannschaft der Frauen bei der Fußball-Weltmeisterschaft der Frauen 2015 in Kanada. England nahm zum vierten Mal an der Endrunde teil, überstand erstmals die erste K.-o.-Runde und wurde durch den ersten Sieg gegen Deutschland erstmals Dritter und beste europäische Mannschaft.

## Qualifikation
England traf in der Europa-Qualifikationsgruppe 6 auf Montenegro, das zum ersten Mal teilnahm, die Türkei, die Ukraine, Wales und Belarus. Dabei gewann die englische Elf alle Spiele und qualifizierte sich souverän für die Weltmeisterschaft. Erst im drittletzten Spielen musste die Mannschaft in der Ukraine nach 2:0-Führung das einzige Gegentor hinnehmen, konnte das Spiel aber gewinnen und damit eine Vorentscheidung erreichen. Mit dem 4:0 im vorletzten Spiel gegen Wales qualifizierte sich England als zweite europäische Mannschaft für die WM. Die Ukraine scheiterte in den Playoff-Spielen der besten Gruppenzweiten an Italien, das sich aber auch nicht qualifizieren konnte.
| Pl. | Land       | Sp. | S  | U | N  | Tore    | Diff. | Punkte |
| --- | ---------- | --- | -- | - | -- | ------- | ----- | ------ |
| 1.  | England    | 10  | 10 | 0 | 0  | 052:100 | +51   | 30     |
| 2.  | Ukraine    | 10  | 7  | 1 | 2  | 034:900 | +25   | 22     |
| 3.  | Wales      | 10  | 6  | 1 | 3  | 018:900 | +9    | 19     |
| 4.  | Türkei     | 10  | 4  | 0 | 6  | 012:310 | −19   | 12     |
| 5.  | Belarus    | 10  | 2  | 0 | 8  | 012:310 | −19   | 06     |
| 6.  | Montenegro | 10  | 0  | 0 | 10 | 006:530 | −47   | 0      |

| England – Belarus am 21. September 2013 in Bournemouth                                                                                                   | 6:0 (4:0)  |
| 1:0, 3:0, 4:0 Carney (3., 26., 40.), 2:0 White (13.), 5:0 Dowie (60.), 6:0 Aluko (62.)                                                                   |            |
| England – Türkei am 26. September 2013 in Portsmouth | 8:0 (6:0)  |
| 1:0, 2:0, 5:0 Duggan (2., 3., 37.), 3:0, 6:0 White (30., 39.), 4:0, 7:0 Aluko (33., 49.), 8:0 Dowie (75.)                                                |            |
| England – Wales am 26. Oktober 2013 in London | 2:0 (0:0)  |
| 1:0 Nobbs (48.), 2:0 Duggan (57.) |            |
| Türkei – England am 31. Oktober 2013 in Adana | 0:4 (0:2)  |
| 0:1 Aluko (10.), 0:2 Williams (17./Elfmeter), 0:3 Duggan (48.), 0:4 Nobbs (60.)                                                                          |            |
| England – Montenegro am 5. April 2014 in Falmer | 9:0 (4:0)  |
| 1:0, 2:0, 8:0 Duggan (2., 13., 71.), 3:0 Aluko (37.), 4:0 J. Scott (40.), 5:0 Carney (49.), 6:0 Sanderson (55.), 7:0 Stokes (69.), 9:0 Dowie (84.)       |            |
| England – Ukraine am 8. Mai 2014 in Shrewsbury | 4:0 (1:0)  |
| 1:0, 3:0 Dowie (41., 53.), 2:0, 4:0 Aluko (49., 63.) |            |
| Belarus – England am 14. Juni 2014 in Minsk | 0:3 (0:2)  |
| 0:1 Aluko (30.), 0:2 Houghton (36.), 0:3 Bronze (90+4.)                                                                                                  |            |
| Ukraine – England am 19. Juni 2014 in Lwiw | 1:2 (0:2)  |
| 0:1 Stoney (11.), 0:2 Aluko (14.), 1:2 Ovdiychuk (63.)                                                                                                   |            |
| Wales – England am 21. August 2014 in Cardiff | 0:4 (0:4)  |
| 0:1 Carney (16.), 0:2 Aluko (39.), 0:3 Bassett (44.), 0:4 Sanderson (45.)                                                                                |            |
| Montenegro – England am 17. September 2014 in Petrovac na moru                                                                                           | 0:10 (0:4) |
| 0:1, 0:3, 0:7 Aluko (8., 31., 64.), 0:2, 0:5 Carney (22., 51.), 0:4 Bronze (37.), 0:6, 0:10 Duggan (56., 90+4.), 0:8 Greenwood (90.), 0:9 Potter (90+3.) |            |

Insgesamt setzten die Trainer Brent Hills, der das Amt nach der missglückten Europameisterschaft 2013 für vier Spiele übernommen hatte, und Mark Sampson 28 Spielerinnen ein, darunter vier Torhüterinnen. Nur Eniola Aluko und Rekordnationalspielerin Fara Williams, die beim Spiel in der Ukraine am 19. Juni 2014 den Rekord von Rachel Yankey einstellte, kamen in allen zehn Spielen zum Einsatz. Auf neun Einsätze kamen Lucy Bronze, und Alex Scott sowie Jill Scott, die aber häufig nur eingewechselt wurde. Beste Torschützin war Eniola Aluko mit 13 Toren. Sie war damit zusammen mit der Schottin Jane Ross und der Französin Gaëtane Thiney zweitbeste Torschützin in Europa und wurde nur von der 18-jährigen Niederländerin Vivianne Miedema und der Jamaikanerin Shakira Duncan übertroffen, die beide 16 Tore erzielten. Auf neun Tore kam Toni Duggan, sieben Tore erzielte Karen Carney und fünf Tore gelangen Natasha Dowie.

## Vorbereitung
Die Engländerinnen begannen, nachdem die erfolgreiche Qualifikation feststand, aber noch bevor alle Qualifikationsspiele abgeschlossen waren, mit der Vorbereitung mit einem Testspiel am 3. August 2014 in Hartlepool gegen Schweden, das sie mit 4:0 gewannen. Nach Abschluss der Qualifikationsspiele bestritten sie noch am 23. November 2014 erstmals ein Spiel im Wembley-Stadion, das sie vor der Rekordkulisse von 45.619 Zuschauern gegen Europameister Deutschland mit 0:3 verloren. Am 13. Februar 2015 fand in Milton Keynes ein Testspiel gegen die USA statt, das mit 0:1 verloren wurde. Im März nahm die Mannschaft wieder am traditionellen Zypern-Cup teil und traf dabei am 4. März auf Finnland (3:1) und die WM-Teilnehmer Australien (3:0 am 6. März) und Niederlande (1:1 am 9. März). Im Finale am 11. März trafen die Engländerinnen auf WM-Gastgeber und Rekordsieger Kanada und zogen durch ein 1:0 mit den Kanadierinnen in der Zahl der Titel gleich. Ein vor der WM für den April geplantes Testspiel gegen Frankreich wurde im Dezember 2014 abgesagt, da beide Mannschaften bei der WM in der Gruppenphase aufeinander treffen. Stattdessen spielte England am 9. April gegen China und gewann mit 2:1. Am 29. Mai spielte England in Hamilton erneut gegen WM-Gastgeber Kanada und verlor mit 0:1.

## Die Mannschaft

### Aufgebot
Am 11. Mai wurde der Kader von 23 Spielerinnen (davon drei Torhüterinnen) benannt, der dem FIFA-Generalsekretariat spätestens zehn Werktage vor dem Eröffnungsspiel mitgeteilt werden muss.
| Nr.         | Name                | Geburtsdatum | Debüt | Verein                   | Einsätze | Tore | WM-Spiele      | Letzter Einsatz | WM 2015 | WM 2015 | WM 2015      | WM 2015          | WM 2015     | WM 2015 |
| Nr.         | Name                | Geburtsdatum | Debüt | Verein                   | Einsätze | Tore | WM-Spiele      | Letzter Einsatz | Sp.     | Tor     | Gelbe Karten | Gelb-Rote Karten | Rote Karten |         |
| Tor         | Tor                 | Tor          | Tor   | Tor                      | Tor      | Tor  | Tor            | Tor             | Tor     | Tor     | Tor          | Tor              | Tor         |         |
| ----------- | ------------------- | ------------ | ----- | ------------------------ | -------- | ---- | -------------- | --------------- | ------- | ------- | ------------ | ---------------- | ----------- | ------- |
| 1           | Karen Bardsley      | 14.10.1984   | 2005  | Manchester City WFC      | 51       | –    | 4 (2011)       | 04.07.2015      | 7       |         | 1            |                  |             |         |
| 13          | Siobhan Chamberlain | 15.08.1983   | 2004  | Arsenal LFC              | 34       | –    | 0 (2011)       | 27.06.2015      | 1       |         |              |                  |             |         |
| 21          | Carly Telford       | 07.07.1987   | 2009  | Notts County LFC         | 6        | –    | 0 (2007)       | 04.03.2015      |         |         |              |                  |             |         |
| Abwehr      |                     |              |       |                          |          |      |                |                 |         |         |              |                  |             |         |
| 6           | Laura Bassett       | 02.08.1983   | 2003  | Notts County LFC         | 55       | 2    | 1 (2011)       | 04.07.2015      | 6       |         | 1            |                  |             |         |
| 12          | Lucy Bronze         | 28.10.1991   | 2013  | Manchester City WFC      | 23       | 4    |                | 04.07.2015      | 6       | 2       |              |                  |             |         |
| 14          | Alex Greenwood      | 07.09.1993   | 2014  | Notts County LFC         | 16       | 1    |                | 04.07.2015      | 3       |         |              |                  |             |         |
| 5           | Steph Houghton      | 23.04.1988   | 2007  | Manchester City WFC      | 61       | 8    | 1 (2011)       | 04.07.2015      | 7       | 1       |              |                  |             |         |
| 3           | Claire Rafferty     | 11.01.1989   | 2010  | Chelsea LFC              | 15       | 0    | 1 (2011)       | 01.07.2015      | 5       |         | 1            |                  |             |         |
| 2           | Alex Scott          | 14.10.1984   | 2004  | Arsenal LFC              | 127      | 12   | 8 (2007, 2011) | 01.07.2015      | 4       |         | 1            |                  |             |         |
| 15          | Casey Stoney        | 13.05.1982   | 2000  | Arsenal LFC              | 122      | 6    | 8 (2007, 2011) | 04.07.2015      | 3       |         |              |                  |             |         |
| Mittelfeld  |                     |              |       |                          |          |      |                |                 |         |         |              |                  |             |         |
| 16          | Katie Chapman       | 15.06.1982   | 2000  | Chelsea LFC              | 91       | 8    | 3 (2007)       | 04.07.2015      | 5       |         | 2            |                  |             |         |
| 11          | Jade Moore          | 22.10.1990   | 2012  | Birmingham City LFC      | 23       | 1    |                | 01.07.2015      | 6       |         | 1            |                  |             |         |
| 7           | Jordan Nobbs        | 08.12.1992   | 2013  | Arsenal LFC              | 22       | 3    |                | 17.06.2015      | 1       |         |              |                  |             |         |
| 17          | Jo Potter           | 13.11.1984   | 2004  | Birmingham City LFC      | 21       | 2    |                | 04.07.2015      | 2       |         |              |                  |             |         |
| 8           | Jill Scott          | 02.02.1987   | 2006  | Manchester City WFC      | 97       | 13   | 8 (2007, 2011) | 04.07.2015      | 6       |         |              |                  |             |         |
| 4           | Fara Williams       | 25.01.1984   | 2001  | Liverpool FC Women       | 147      | 40   | 6 (2007, 2011) | 04.07.2015      | 7       | 3       |              |                  |             |         |
| Angriff     |                     |              |       |                          |          |      |                |                 |         |         |              |                  |             |         |
| 9           | Eniola Aluko        | 21.02.1987   | 2004  | Chelsea LFC              | 94       | 32   | 6 (2007, 2011) | 04.07.2015      | 3       |         |              |                  |             |         |
| 10          | Karen Carney        | 01.08.1987   | 2005  | Birmingham City LFC      | 110      | 25   | 7 (2007, 2011) | 04.07.2015      | 6       | 2       | 1            |                  |             |         |
| 18          | Toni Duggan         | 25.07.1991   | 2012  | Manchester City WFC      | 31       | 14   |                | 01.07.2015      | 5       |         |              |                  |             |         |
| 22          | Fran Kirby          | 29.06.1993   | 2014  | Reading FC Women         | 13       | 3    |                | 22.06.2015      | 4       | 1       |              |                  |             |         |
| 20          | Lianne Sanderson    | 03.02.1988   | 2006  | Arsenal LFC              | 49       | 15   | 1 (2007)       | 04.07.2015      | 2       |         |              |                  |             |         |
| 19          | Jodie Taylor        | 17.05.1986   | 2014  | Portland Thorns          | 12       | 5    |                | 01.07.2015      | 4       | 1       |              |                  |             |         |
| 23          | Ellen White         | 09.05.1989   | 2010  | Notts County LFC         | 55       | 17   | 4 (2011)       | 04.07.2015      | 4       |         |              |                  |             |         |
| Trainerstab |                     |              |       |                          |          |      |                |                 |         |         |              |                  |             |         |
| Trainer     | Mark Sampson        | 18.10.1982   | 2013  | The Football Association |          |      |                |                 | 7       |         |              |                  |             |         |

## Spiele bei der Weltmeisterschaft
Bei der Auslosung der Gruppen war England nicht gesetzt und wurde der Gruppe F mit Frankreich zugelost, auf das es im ersten Gruppenspiel im von französischen Siedlern gegründeten Ort Moncton trifft. Als weitere Gegner wurden Kolumbien und Mexiko zugelost. Gegen Frankreich gab es zuvor 18 Spiele, von denen nur die ersten zwei gewonnen wurden. Sieben endeten remis, davon eins mit einer Niederlage im Elfmeterschießen im Viertelfinale der letzten WM, und neun wurden verloren. Gegen Mexiko gab es zuvor zwei Spiele, von denen das erste mit 5:0 gewonnen wurde und das letzte in der Gruppenphase der letzten WM mit 1:1 endete. Beim Zypern-Cup 2015 könnte England erneut auf Mexiko treffen. Gegen Kolumbien hatte England noch nie gespielt.
Im ersten Spiel gegen Frankreich konnten die Engländerinnen die 40-jährige Durststrecke gegen die Französinnen nicht beenden und verloren mit 0:1. Gegen Mexiko wurde dann mit einem 2:1 zurück in die Spur gefunden und da Frankreich im Parallelspiel überraschend gegen Kolumbien mit 0:2 verlor, war vor dem letzten Gruppenspieltag noch alles offen. England gewann dann gegen Kolumbien, das unabhängig vom Ausgang des Spiels bereits für das Achtelfinale qualifiziert war, mit 2:1, wobei es Fara Williams als erster Engländerin nach je einem Tor bei den beiden vorherigen Teilnahmen auch bei der dritten Teilnahme gelang ein Tor zu schießen. Da Frankreich parallel dazu Mexiko mit 5:0 bezwang, wodurch sie punktgleich mit England waren aber die bessere Tordifferenz aufwiesen, wurde England Gruppenzweiter.
England trifft nun am 22. Juni 2015 in Ottawa auf Norwegen, den Zweiten der Gruppe B. Gegen die Skandinavierinnen gab es bisher 16 Spiele. Nur drei konnte England gewinnen, zwei endeten remis, aber 11 wurden verloren. Allerdings ist die Bilanz der letzten vier Spiele seit 2005 mit den drei Siegen und einem Remis durchaus vielversprechend.
Durch den ersten Sieg in einem K.-o.-Spiel bei einer WM zog England ins Viertelfinale gegen Gastgeber Kanada. Beide trafen zuvor elfmal aufeinander, davon einmal im ersten WM-Spiel beider Mannschaften und sechsmal beim Zypern-Cup, dessen gemeinsame Rekordsieger beide sind. Mit sechs Siegen für England – davon vier in den letzten fünf Spielen – und fünf Niederlagen, zuletzt in der unmittelbaren WM-Vorbereitung, war die Bilanz leicht positiv für die Engländerinnen. Im einzigen Viertelfinalspiel in dem bereits in der ersten Halbzeit Tore fielen, konnten die Engländerinnen ihre Bilanz gegen Kanada weiter ausbessern und profitierten dabei einerseits von einem Abwehrfehler der Kanadierinnen und der für die kanadische Torhüterin ungünstig ausgefallenen Platzwahl, wodurch sie teilweise von der Sonne geblendet wurde. Dabei konnten die Engländerinnen auch verkraften, dass kurz nach der Halbzeitpause Stammtorhüterin Bardsley ausgewechselt worden musste, da ihr ein Fremdkörper ins Auge geraten war. Damit überstand England erstmals das Viertelfinale.
Im Halbfinale wartete Titelverteidiger Japan, der Australien aus dem Weg räumte und der letztmals ein WM-Spiel gegen England verloren hatte. Gegen die Japanerinnen hatten die „Three Lionesses“ eine leicht positive Bilanz: neben dem 2:0 in der Vorrunde der letzten WM gab es noch ein 2:2 in der Vorrunde der vorletzten WM und ein 1:1 in einem Freundschaftsspiel, das 2013 in England stattfand, verloren aber in Kanada durch ein Eigentor von Laura Bassett in der Nachspielzeit mit 1:2. Im Spiel um Platz 3 trifft England auf Deutschland, gegen das noch nie gewonnen wurde. In zuvor 20 Spielen gab es nur zwei Remis, aber 18 Niederlagen, zuletzt im November 2014 im Londoner Wembley-Stadion mit 0:3. Gegen eine deutsche Mannschaft, die eine Vielzahl von Torchancen vergab, kamen die Engländerinnen selber erst gegen Ende der regulären Spielzeit zu eigenen Torchancen, konnten diese aber auch nicht nutzen. In der darauf folgenden Verlängerung holte die eingewechselte Lianne Sanderson einen Strafstoß heraus, den Fara Williams zum 1:0 und damit ersten Sieg gegen Deutschland verwandelte. Damit war England erstmals nach dem Gewinn des Weltmeistertitels durch die Männer 1966 wieder bei einer WM unter den ersten drei Mannschaften platziert. Mit ihrem dritten Elfmetertor stellte Williams den Rekord der Norwegerin Tina Svensson ein, die bei der ersten Auflage 1991 drei Tore per Elfmeter erzielt hatte und ist nun alleinige englische Rekordtorschützin bei Weltmeisterschaften.

### Gruppenspiele
| Pl. | Land       | Sp. | S | U | N | Tore    | Diff. | Punkte |
| --- | ---------- | --- | - | - | - | ------- | ----- | ------ |
| 1.  | Frankreich | 3   | 2 | 0 | 1 | 006:200 | +4    | 06     |
| 2.  | England    | 3   | 2 | 0 | 1 | 004:300 | +1    | 06     |
| 3.  | Kolumbien  | 3   | 1 | 1 | 1 | 004:300 | +1    | 04     |
| 4.  | Mexiko     | 3   | 0 | 1 | 2 | 002:800 | −6    | 01     |

| Di., 9. Juni 2015, in Moncton   |   |           |           |
| Frankreich                      | – | England   | 1:0 (1:0) |
| Sa., 13. Juni 2015, in Moncton  |   |           |           |
| England                         | – | Mexiko    | 2:1 (0:0) |
| Mi., 17. Juni 2015, in Montreal |   |           |           |
| England                         | – | Kolumbien | 2:1 (2:0) |

### K.-o.-Runde

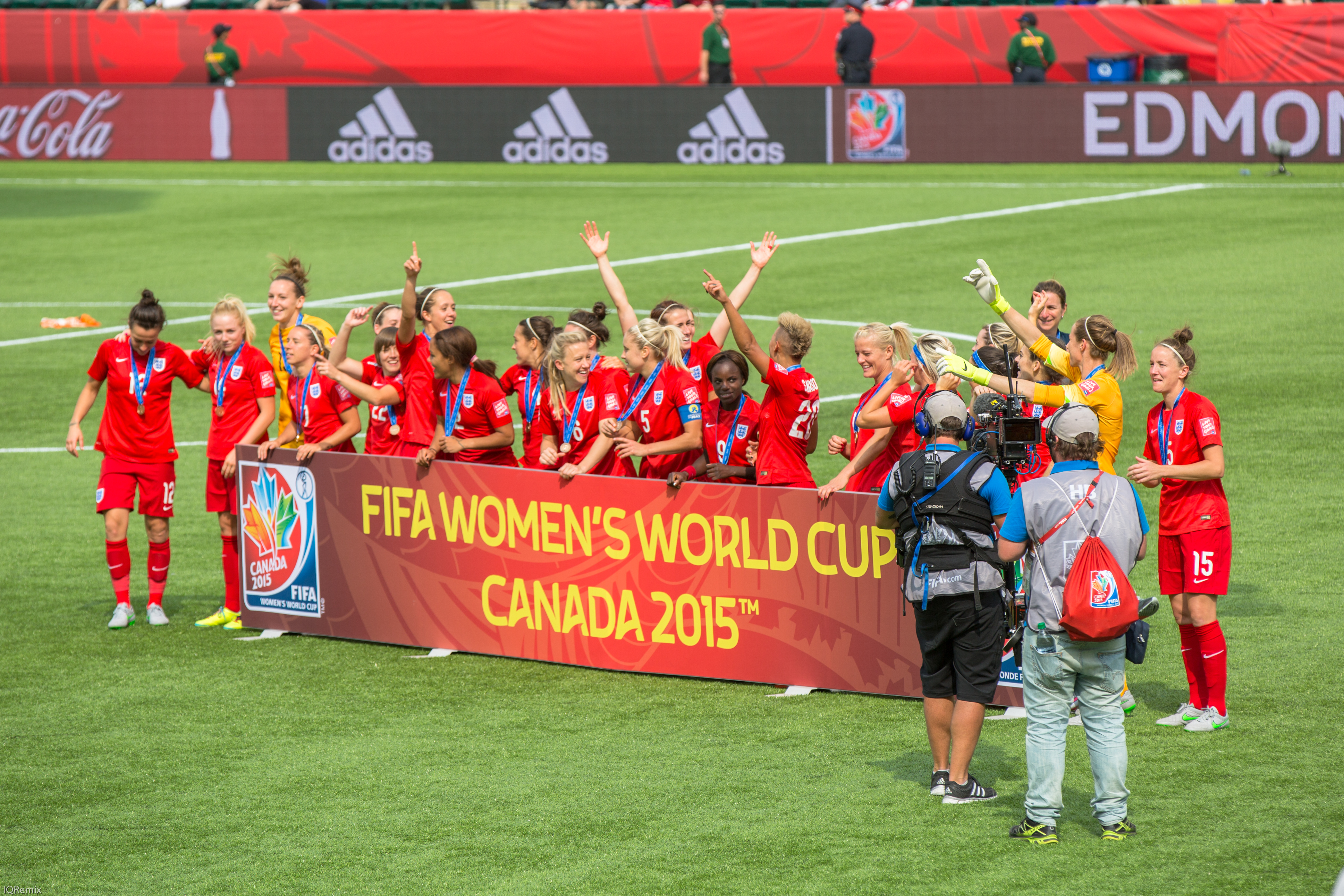
Die Engländerinnen feiern den dritten Platz

| Achtelfinale, Mo., 22. Juni 2015, in Ottawa      |   |         |                 |
| Norwegen                                         | – | England | 1:2 (0:0)       |
| Viertelfinale, Sa., 27. Juni 2015, in Vancouver  |   |         |                 |
| England                                          | – | Kanada  | 2:1 (2:1)       |
| Halbfinale, Mi., 1. Juli 2015, in Edmonton       |   |         |                 |
| Japan                                            | – | England | 2:1 (1:1)       |
| Spiel um Platz 3, Sa., 4. Juli 2015, in Edmonton |   |         |                 |
| Deutschland                                      | – | England | 0:1 n. V. (0:0) |

## Auszeichnungen
Karen Bardsley, Lucy Bronze und Steph Houghton wurden für das All-Star-Team nominiert.